# Grafton (North Yorkshire)
Grafton – osada w Anglii, w North Yorkshire. Leży 12,9 km od miasta Harrogate, 21,9 km od miasta York i 296,6 km od Londynu. Grafton jest wspomniana w Domesday Book (1086) jako Graftona/Graftone/Graftune.